# Palazzo Bentivoglio (Ferrara)

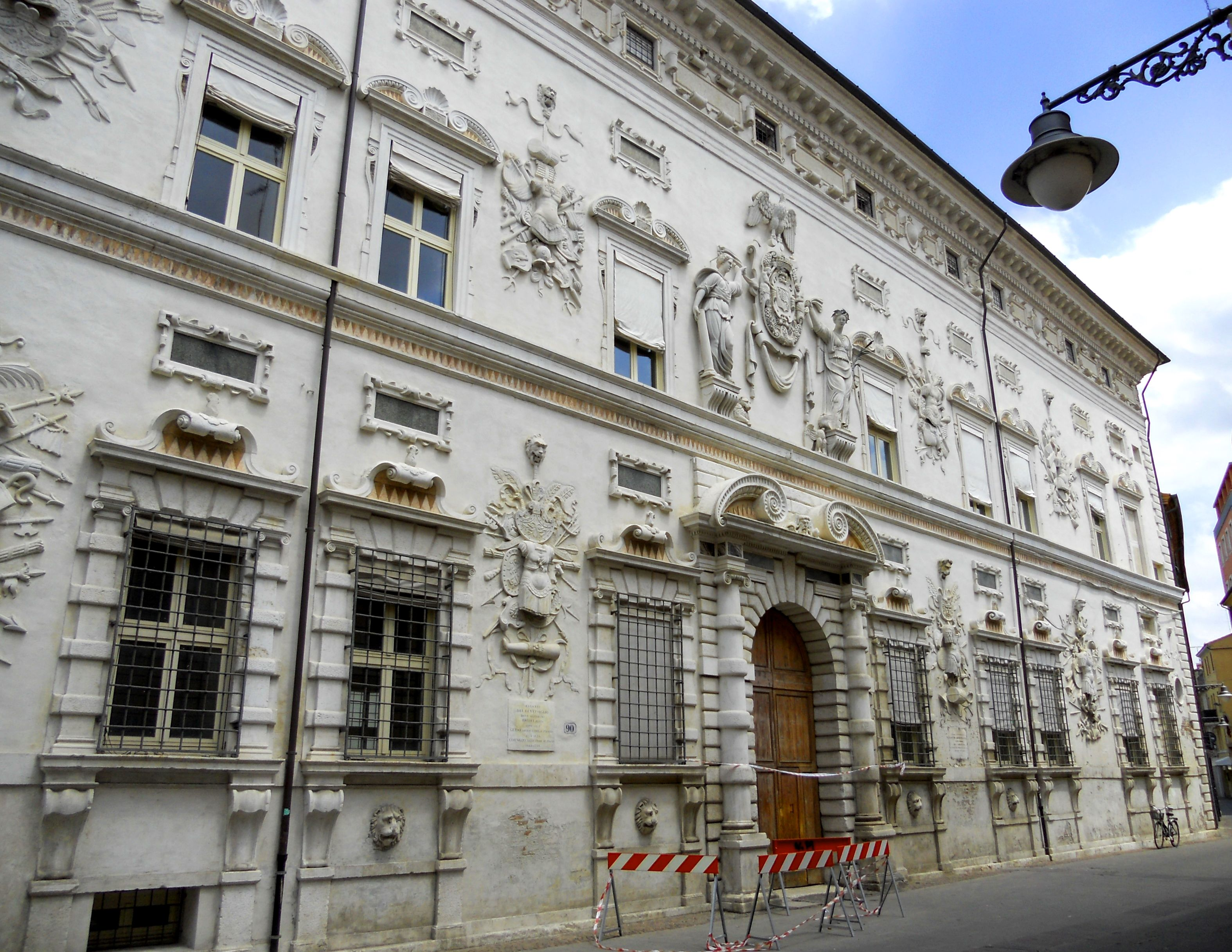
Palazzo Bentivoglio

Der Palazzo Bentivoglio ist ein Palast im Zentrum von Ferrara in der italienischen Region Emilia-Romagna. Der ehemalige Adelssitz liegt in der Via Garibaldi und ist heute Sitz des städtischen Gerichts. Ebenfalls sind dort prestigeträchtige Büros und Wohnungen untergebracht.

## Geschichte
Der Palast wurde 1449 im Auftrag des Herzogs Borso d’Este als Geschenk an seinen Berater Pellegrino Pasini errichtet und wurde später zum Wohnsitz des Fürsten Alberto d’Este und der Grafen Roverella. Nachdem er in den Besitz der Bologneser Adelsfamilie Bentivoglio gelangt war, wurde er 1585 im Auftrag des Markgrafen Cornelio Bentivoglio so umgebaut, dass er sein heutiges Aussehen erhielt, konzipiert nach den Angaben des Historikers Pirro Ligorio, der bereits in Rom tätig war, und ausgeführt vom örtlichen Architekten Giovanni Battista Aleotti.
Wie auf den Steintafeln an der Fassade angegeben ist, residierten in dem Palast der Dichter Ercole Bentivoglio, die Kardinäle Guido und Cornelio Bentivoglio; 1796 weilte dort der General Napoleon Bonaparte und 1820 der bekannte Wasserbauingenieur Teodoro Bonati aus Bondeno. Bonatti ist ein Schild rechts des Eingangstores gewidmet, das 1820 angebracht wurde. Nach dem Zweiten Weltkrieg wurde der Palazzo Bentivoglio Sitz des Gerichts von Ferrara und nach genauen Restaurierungen wurden dort prestigeträchtige Büros und edle Wohnungen untergebracht.

## Beschreibung

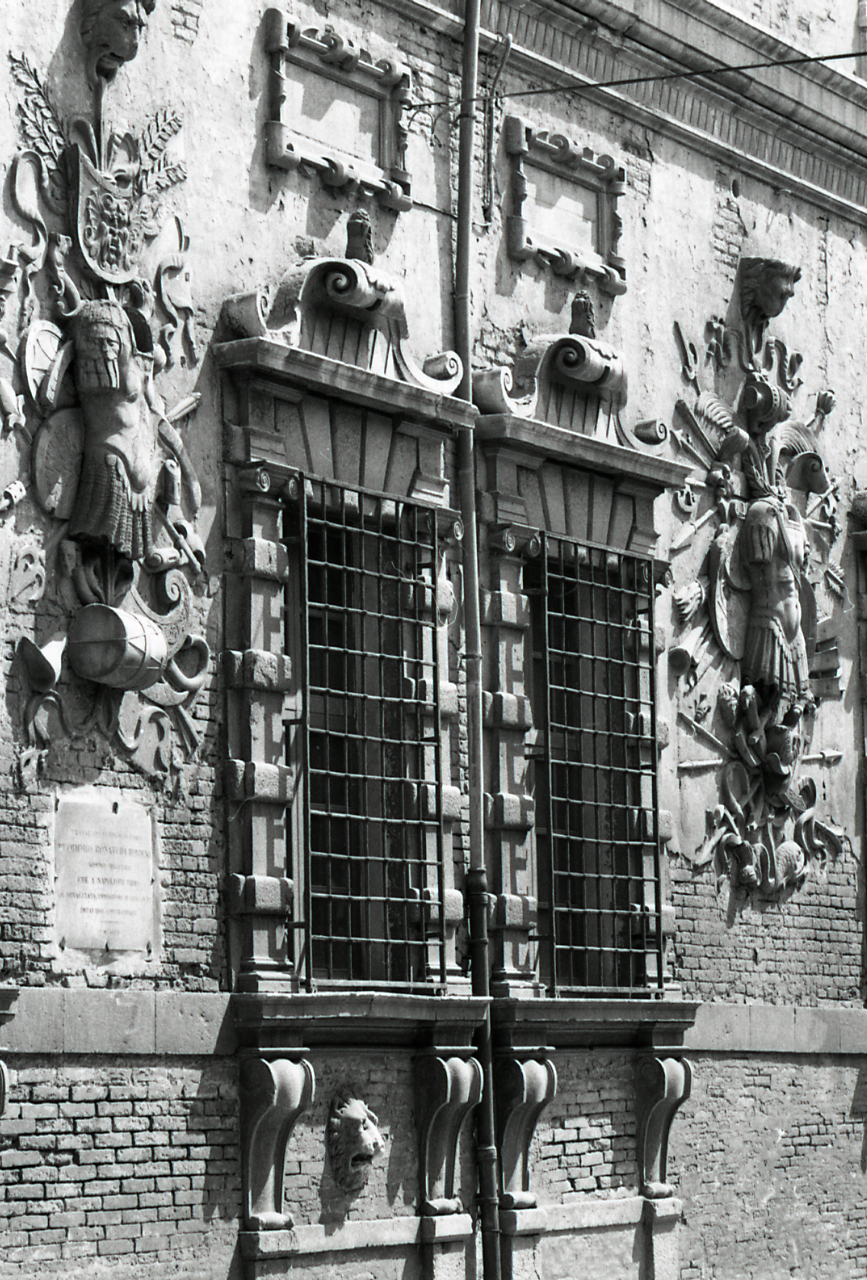
Die Fenster des Palazzo Bentivoglio auf einem Foto von Paolo Monti (1969)

Das Aussehen des Palazzo Bentivoglio nach dem römischen manieristischen Geschmack scheint von der Fassade des sogenannten Palazzo Spada in Rom inspiriert zu sein, an dem derselbe Architekt gearbeitet hat. Das von Bossenwerk umrandete Portal, überragt von Voluten und Fenstern des Erdgeschosses mit hohen Konsolen, ist in ionischer Ordnung gehalten und durchsetzt mit Rüstungen mit Pfeilen, Speeren und Fahnen im Halbrelief, ein Motiv, das sich außerdem in den Geschosstrennung an der Front des Hauptgeschosses wiederholt, wo in Verbindung mit dem Portal das Wappen des Hauses Bentivoglio, umgeben von allegorischen Figuren, deutlich auffällt. Die Fassade wird von einem reichen Fries mit Gesims bekrönt.
Im Inneren sind die Decken mit grotesker Malerei verziert, die im 17. Jahrhundert von der Werkstatt der Filippis geschaffen wurde, zu der auch Sebastiano Filippi gehörte, der „Bastiano“ genannt wurde.